# Licania pyrifolia
Licania pyrifolia är en tvåhjärtbladig växtart som beskrevs av August Heinrich Rudolf Grisebach. Licania pyrifolia ingår i släktet Licania och familjen Chrysobalanaceae. Inga underarter finns listade i Catalogue of Life.